# Akbuzat (opéra)
 (mai 2021).
Si vous disposez d'ouvrages ou d'articles de référence ou si vous connaissez des sites web de qualité traitant du thème abordé ici, merci de compléter l'article en donnant les références utiles à sa vérifiabilité et en les liant à la section « Notes et références ».
 (mai 2021).
Akbuzat (en bachkir : Аҡбуҙат) est un opéra en trois actes d'Antonio Spadavecchia et Khalik Zaïmov, sur un livret de Bayazit Bikbaï et Kadyr Dayan, basé sur l'épopée bachkire « Akbuzat ». C'est l'un des premiers opéras historiques bachkirs.

## Description

### Création
Akbuzat fut représenté pour la première fois le 7 novembre 1942 au Théâtre national d'opéra et de ballet d'État de Bachkirie. La représentation de l'opéra a été programmée pour coïncider avec le 25e anniversaire de la Révolution d'Octobre. La première version du livret fut écrite par Bayazit Bikbaï et Kadyr Dayan.
La direction musicale est assurée par P. M. Slavinsky, la mise en scène par V. Nelly-Vlad, les décors sont créés par G. S. Imacheva et M. N. Arslanov, la chorégraphie est de H. G. Safioulline et le chef de chœur était N. Bolotov. La production était de B. G. Imacheva.

### Rôles
| Rôle         | Créateurs (7 novembre 1942) |
| ------------ | --------------------------- |
| Hauban-batyr | H. Koudachev                |
| Tankylu      | B. Valeïeva                 |
| Kakhkaha     | G. Khabiboulline            |
| Nerkes       | M. Saligaskarova            |
| Schulgen     | M. Khismatoulline           |
| Humai-kosh   | S. Valiakhmetova            |
| Masem Khan   | G. Souleïmanov              |
| Taraoul      | K. Galimov                  |
| Koussem-biy  | G. Nabiev                   |

### Reprise
La deuxième version de l'opéra fut représentée le 31 décembre 1957.
Cette nouvelle version du livret fut écrite par Saguit Miftakhov et Kadyr Dayan.
| Rôle         | Créateurs (31 décembre 1957) |
| ------------ | ---------------------------- |
| Hauban-batyr | S. Koulbarissov              |
| Tankylu      | B. Valeïeva                  |
| Kakhkaha     | G. Khabiboulline             |
| Nerkes       | M. Saligaskarova             |
| Schulgen     | D. Roussinov                 |
| Humai-kosh   | S. Valiakhmetova             |
| Massem Khan  | E. Mouromtsev                |
| Taraoul      | D. Khusniyarov               |
| Koussem-biy  | G. Nabiev                    |

- Chef d'orchestre - N. G. Sabitov
- Production - B. G. Imacheva
- Mise en scène - M. Khismatoulline
- Décors - M. N. Arslanov
- Chorégraphie - F. Gaskarov
- Chef de chœur - A. G. Tikhomirov

### Version de concert
La première version de concert eut lieu le 25 novembre 1994.

## Argument
L'intrigue est inspirée de la lutte de Hauban Batyr contre les forces obscures, Massem Khan et les héros de l'épopée bachkire « Akbuzat ». L'opéra perpétue la tradition des opéras épiques basés sur des contes par Nikolaï Rimski-Korsakov.